# The Six Wives of Henry VIII (альбом)
The Six Wives of Henry VIII (с англ. — «Шесть жен Генриха VIII») — второй студийный альбом английского клавишника Рика Уэйкмана, выпущенный в январе 1973 года на лейбле A&M Records. Это инструментальный прогрессивный рок-альбом, концепция которого основана на его интерпретации музыкальных характеристик жен Генриха VIII. Подписав контракт с A&M в качестве сольного исполнителя, Уэйкман определился с концепцией альбома во время тура по Соединенным Штатам с прогрессивной рок-группой Yes. Когда он читал книгу на эту тему во время своих путешествий, ему пришли в голову мелодии, которые он написал в прошлом году, и они были записаны. Альбом был записан в течение 1972 года с участием музыкантов из Yes и Strawbs, группы, в которой Уэйкман был до Yes, игравших в альбоме.
The Six Wives of Henry VIII получил в основном положительные отзывы критиков. Он достиг 7-го места в UK Albums Chart и 30-го места в Billboard 200 в Соединенных Штатах. В 1975 году Американская ассоциация звукозаписывающей индустрии присвоила ему золотой сертификат за более чем 500 000 проданных копий в Соединенных Штатах. В 2009 году Уэйкман впервые исполнил альбом полностью во дворце Хэмптон-Корт в рамках празднования 500-летия восшествия Генриха на престол, выпущенного под названием The Six Wives of Henry VIII Live at Hampton Court Palace. Треки были переставлены с разделами, включая трек, посвященный самому Генри, которые были исключены из оригинального альбома из-за ограниченного времени, доступного для одной записи. The Six Wives of Henry VIII был переиздан в 2015 году с четырёхканальным звуковым миксом и бонус-треками.

## Предыстория и написание
В августе 1971 года Рик Уэйкман присоединился к прогрессив-рок-группе Yes в качестве замены их оригинального клавишника Тони Кэя. Ближе к концу года он подписал контракт на пять альбомов с A&M Records в качестве сольного исполнителя. Во время гастролей по Соединенным Штатам с Yes в их Fragile Tour продвижении Fragile (1971), Уэйкман был проинформирован своим менеджером Brian Lane, что соучредитель и исполнительный директор A&M Джерри Мосс пожелал встретиться с ним в A&M Studios в Лос-Анджелесе. Мосс пожелал, чтобы Уэйкман записал сольный альбом, и предложил аванс в размере 12 500 долларов, около 4000 фунтов стерлингов, за его продюсирование, который Уэйкман принял. Как часть его гонорара за регистрацию, Уэйкман получил от A&M 1957 Cadillac limousine, который, как он утверждал, когда-то принадлежал Кларку Гейблу, и отправил его в Англию. Уэйкман выбрал его после того, как лейбл спросил его, что он хотел бы получить в подарок, и вспомнил, что видел машину на парковке у здания. Уэйкман потерял машину во время своего первого приезда.
A&M не налагали на Уэйкмана временных ограничений на выпуск альбома, но поскольку Уэйкман не умел петь, у него не было группы и не было музыкальных идей, он не был уверен, что делать. Он был разочарован своей игрой в начале тура Fragile, поэтому использовал свою сольную запись как способ подбодрить себя. Он записал несколько грубых идей на пленку, но после воспроизведения ему показалось, что им не хватало какого-либо четкого направления. Когда тур возобновился, Уэйкман купил четыре книги в книжном киоске аэропорта в Ричмонд, Вирджиния, в том числе одну о Генрихе VIII и его шести женах под названием «Частная жизнь Генриха VIII» (1964) шотландской писательницы Нэнси Брайссон Моррисон. Когда он читал об Анне Болейн во время последующего полета в Чикаго, тема, которую он записал в ноябре 1971 года, пронеслась у него в голове, которую он написал на нескольких нарисованных от руки строках ledger lines и сыграл во время саундчека и последующего концерта. Рик Уэйкман сказал: «Я искал стиль для написания и вдруг я нашел это в написании музыки об этих шести дамах… Я концентрировался на одной из жен, а потом музыка просто приходила мне в голову, и я записывал её. Иногда я летал, иногда был на сцене или просто сидел дома за пианино… Тема six wives дала мне нить, связь, которая мне была нужна, чтобы дать мне причину для объединения этих музыкальных произведений». Далее он объясняет концепцию альбома в примечаниях к нему: «Альбом основан на моих интерпретациях музыкальных характеристик жён Генриха VIII. Хотя стиль, возможно, не всегда соответствует их индивидуальной истории, это мое личное представление об их характерах в отношении клавишных инструментов». Уэйкман разработал и написал музыку так, как будто он писал сюрреалистическую картину, «наброски того, что я чувствовал по отношению к ним в то время».

## Запись и продюсирование
Запись проходила с февраля по октябрь 1972 года в студиях Morgan и Trident в Лондоне, во время перерывов в записи и гастролях с Yes. Альбом был записан на 16-дорожечном оборудовании. Подготовив раннюю демо-версию идей для альбома, Уэйкман использовал её, чтобы выбрать, какие музыканты подойдут для каждого трека. На пластинке играют семь музыкантов из Yes и Strawbs, фолк-рок-группы, с которой Уэйкман выступал до Yes. Альбом должен был называться Henry VIII and His Six Wives с композицией, посвященной самому Генриху, но Уэйкман сначала записал композиции, соответствующие жёнам Генриха, и они заняли всё место на пластинке. Он решил не записывать композицию, посвящённую Генриху, и соответствующим образом переименовал альбом.
Когда альбом был закончен, его окончательная стоимость производства составила около 25 000 фунтов стерлингов. Уэйкман описал работу над ним как «сложную и обременительную», но сказал, что проект в конечном итоге того стоил. Он был взволнован, когда дело дошло до презентации альбома руководству A&M в их лондонском офисе вместе с американским юристом, который представлял американское подразделение лейбла. После того, как альбом был им продемонстрирован, Уэйкман «почувствовал, что в комнате что-то не так. Когда он закончился, воцарилась почти полная тишина». Он вспомнил, как адвокат сказал, что это была хорошая, но незавершенная работа, и что он с нетерпением ждёт, когда к музыке добавят вокал. Уэйкман объяснил, что это инструментальный альбом, и вышел из комнаты. После ещё одной встречи с двумя сотрудниками A&M, которые выразили свою поддержку альбома за его «нешаблонность», альбом наконец был издан. Однако Уэйкману сообщили, что глава британского подразделения лейбла считает, что альбом будет слишком сложно продать, а другой сотрудник A&M подсчитал, что для получения прибыли необходимо было продать около 50 000 экземпляров. A&M согласилась выпустить первоначальную партию в 12 500 экземпляров. Уэйкман, вспоминая это время, сказал, что он «был абсолютно опустошён».
Фотография на обложке альбома была сделана в музее восковых фигур Мадам Тюссо в Лондоне, где на заднем плане видна фигура Ричарда Никсона, поскольку занавес был задернут не полностью. Обложка изначально была черно-белой, поскольку A&M отказалась платить за цветную версию, но Уэйкману удалось напечатать окончательный дизайн в тоне сепии.

## Песни
Сторона первая

«Catherine of Aragon» — это трек, который Уэйкман хотел записать для Fragile, но проблемы с контрактом в то время помешали ему записать одну из его собственных композиций. Его рабочее название было «Handle With Care», которое появилось после того, как сотрудники Trident Studios рекомендовали маркировать коробку для хранения кассет чем-то вводящим в заблуждение, чтобы снизить риск кражи и продажи кассет как бутлегов. На коробке была надпись «Обращайтесь с осторожностью с оркестром Джо Лосса», которую Уэйкман использовал для названия. В треке участвуют гитарист Yes Стив Хоу и басист Крис Сквайр с перкуссионистом Рэем Купером.
«Catherine Howard» ознаменовала смену инженерного персонала, поскольку Кена Скотта заменил Пол Трегурта. В нём участвует басист Strawbs Чес Кронк, который вспоминал о «полной неразберихе», когда записывал свои партии, поскольку он «не мог понять, что [мы] делали. Мы проходили это часть за частью, и я не мог понять, как все части будут совпадать». Позже он увидел, что Уэйкман «точно знал, что он собирался делать, хотя у него ничего не было записано. Все это хранилось у него в голове».
Уэйкман описал «Anne of Cleves» как трек свободной формы: «почти не имеющий формы вообще, в том, что все играли, было противоречие. Ребята из группы думали, что я просто лаю, но так и должно было быть».
Сторона вторая

Церковный орган на «Jane Seymour» — это орган в Сент-Джайлс-без-Крипплгейт в Барбикане, Лондон. Ему было трудно добиться звука, который он считал адекватным, с помощью электрических инструментов в студии, поэтому он попросил разрешения использовать один из них в церкви. Уэйкман не хотел, чтобы музыка звучала чрезмерно религиозно только с церковным органом, поэтому он добавил наложение барабанов, клавесина и синтезатора Moog.
Во время записи «Anne Boleyn» Уэйкману приснился сон, в котором он присутствовал при её казни, что вдохновило его закрыть трек версией «St. Clement», мелодия к гимну «The Day Thou Gavest, Lord, is Ended» Джона Эллертона. Хотя в альбоме упоминается имя Э. Дж. Хопкинса, обычно это произведение приписывается преподобному Клементу Шолфилду. Уэйкман играет на переносном органе, изготовленном в 1700-х годах из тростника и деревянных труб, придавая ему звук, который он сравнил с чьим-то дыханием.

## Релиз и коммерческие показатели
Чтобы продвинуть альбом, Уэйкман исполнил отрывки из него в телевизионном музыкальном шоу BBC 2 The Old Grey Whistle Test 16 января 1973 года. Продюсер шоу Колин Стронг и режиссёр Майк Эпплтон связались с A&M, которые попросили сотрудника Тони Бердфилда прислать им копию. Альбом им понравился, что привело к приглашению Уэйкмана на шоу. Уэйкман взял с собой Кронка и Казинса, чтобы сыграть дополнительные роли. Перед записью они напились в студийном баре. Аудитория около 10 миллионов человек планировала посмотреть скандальный фильм об американском поп-деятеле Энди Уорхоле на ITV, но его показ был временно запрещён. Уэйкман вспоминал: «Похоже, большинство из них, вместо того чтобы смотреть повторы, переключились на Whistle Test и увидели мой предварительный просмотр „Генриха“ … и внезапно показалось, что вся страна узнала о моей музыке… это был потрясающий прорыв».
После выхода альбома 23 января 1973 года он возглавил чарты альбомов в четырёх странах. Он вошёл в UK Albums Chart под номером 12, прежде чем поднялся на свою пиковую позицию под номером 7 на следующей неделе, 3 марта 1973 года, и оставался в чарте в течение 13 недель во время своего первоначального запуска. Альбом вновь появлялся в чарте семь недель подряд только в 1973 году и ещё дважды в 1975 году. В феврале 2015 года альбом вновь попал в британский чарт на одну неделю под номером 86. В Соединенных Штатах, альбом достиг пика 30-й строчки в чарте Billboard 200 за неделю, закончившуюся 30 марта 1973 года, во время 45-недельного пребывания в чарте.
К июлю 1973 года альбом был продан тиражом 300 000 копий. В следующем году Уэйкману был представлен платиновый диск на ежегодном фестивале Midem в Каннах, продажи которого превысили два миллиона. 20 октября 1975 года альбом был сертифицирован Американской ассоциацией звукозаписывающей индустрии как золотой за 500 000 проданных копий в Соединенных Штатах. Уэйкман утверждал, что показатель продаж вырос до шести миллионов через пять лет после его выпуска. Современные отчеты показывают, что альбом был продан тиражом около 15 миллионов копий по всему миру.

## Оценка альбома
| Оценки критиков | Оценки критиков |
| Источник        | Оценка          |
| --------------- | --------------- |
| AllMusic        | [ 1 ]           |

Альбом получил неоднозначную реакцию музыкальных критиков после выхода. Хотя некоторые считали альбом одним из худших примеров жанра прогрессивного рока, другие хорошо восприняли пластинку. Журнал Time назвал его одним из лучших поп-альбомов 1973 года, описав альбом как «удивительный гибрид классики и рока». Газета San Mateo County Times опубликовала очень позитивный отзыв Питера Дж. Барсоккини, который назвал альбом «чем-то почти потрясающим» и «в высшей степени текстурированной работой, которая превосходит большинство лучших клавишных работ, выполняемых сегодня в поп-музыке». Он вскользь сравнил музыку с музыкой прогрессивной рок-группы Emerson, Lake & Palmer и упомянул «лиричный» и «глубокий, обширный звук» Уэйкмана. В ретроспективном обзоре Майк Деганж из AllMusic описал использование Уэйкманом своих синтезаторов как «мастерское» и «инструментально ошеломляющее» и оценил альбом в 4,5 балла из 5.
Стив Эппл написал рецензию для Rolling Stone в 1973 году, отметив, что Уэйкман «сделал ставку на место Кита Эмерсона в качестве мастера клавишной электроники», но подумал, что его игра немного пострадала в технике. Эппл отметил «блестящее чувство со вкусом подобранной импрессионистической композиции», создав «исключительно интересный инструментальный альбом с превосходным продюсированием». Он также высоко оценил продюсирование и сведение и выбрал «Catherine Howard» как лучший трек альбома. Генри Мендоса рецензировал альбом для San Bernardino County Sun и отметил, что, несмотря на «интересный формат» альбома и его «отличную демонстрацию» клавишных навыков Уэйкмана, музыка звучит слишком однообразно и была «монотонной и скучной».

## Живое выступление
Отрывки из альбома были исполнены во время сольных выступлений Уэйкмана в туре Yes Fragile и последующем туре Close to the Edge с 1971 по 1973 год. Запись его соло была включена в первый концертный альбом группы Yessongs (1973) под названием «Отрывки из The Six Wives of Henry VIII», а также в их одноимённый концертный фильм (1975). Бокс-сет Progeny: Seven Shows from Seventy-Two (2015) включает дополнительные записи соло Уэйкмана 1972 года.
В 1973 году Уэйкман попросил разрешения исполнить альбом вживую во дворце Хэмптон-Корт. Его просьба была отклонена, и «сложилось впечатление, что то, о чём [он] просил, было равносильно государственной измене». Полноценное исполнение альбома состоялось только 36 лет спустя, когда его попросили исполнить его в рамках празднования 500-летия восшествия Генриха на престол. Перед главным входом во дворец была построена сцена, рассчитанная на 5000 человек. Уэйкман выступил с аранжировкой из шести частей своей группы The English Rock Ensemble, Английского камерного хора и оркестра Europa 1 и 2 мая 2009 года. Сет-лист включал «Defender of the Faith», трек, написанный Уэйкманом о Генрихе, который был исключен из альбома из-за отсутствия места на виниле, а также дополнительный материал, написанный специально для концертов. Аранжировка первого была не совсем такой, какую первоначально написал Уэйкман, но две его основные темы совпадают. Концертный альбом, DVD и Blu-ray под названием The Six Wives of Henry VIII Live at Hampton Court Palace были выпущены в 2009 году.

## Трек-лист
Все треки написаны Риком Уэйкманом. «Anne Boleyn» включает в себя песню «The Day Thou Gavest Lord Hath Ended», написанную преподобным Клементом Коттериллом Шолфилдом и аранжированную Уэйкманом.
| №  | Название              | Длительность |
| -- | --------------------- | ------------ |
| 1. | «Catherine of Aragon» | 3:44         |
| 2. | «Anne of Cleves»      | 7:53         |
| 3. | «Catherine Howard»    | 6:35         |

| №  | Название                                                       | Длительность |
| -- | -------------------------------------------------------------- | ------------ |
| 1. | «Jane Seymour»                                                 | 4:46         |
| 2. | «Anne Boleyn (includes "The Day Thou Gavest Lord Hath Ended")» | 6:32         |
| 3. | «Catherine Parr»                                               | 7:06         |

| №  | Название                                                                     | Длительность |
| -- | ---------------------------------------------------------------------------- | ------------ |
| 7. | «Catherine of Aragon» (first mix 14/02/1973)                                 | 3:48         |
| 8. | «Anne Boleyn (includes "The Day Thou Gavest Lord Hath Ended)"» (single edit) | 3:13         |
| 9. | «Catherine Parr» (single edit)                                               | 3:41         |

## Чарты и сертификаты
| Chart (1973)                | Peak position |
| --------------------------- | ------------- |
| Australia Go-Set            | 9             |
| Australia Kent Music Report | 12            |
| Italian Albums Chart        | 17            |
| UK Albums Chart             | 7             |
| US Billboard Top LPs        | 30            |

| Chart (1975)             | Peak position |
| ------------------------ | ------------- |
| New Zealand Albums Chart | 21            |

| Chart (2015)    | Peak position |
| --------------- | ------------- |
| UK Albums Chart | 86            |

| Date | Country              | Certification | Certified units/Sales |
| ---- | -------------------- | ------------- | --------------------- |
| 1975 | United States (RIAA) | Gold          | 500,000               |
| 1974 | MIDEM Festival       | Platinum      | 2,000,000             |

## Персонал
Данные взяты из примечаний к альбому.

Ведущий музыкант
- Rick Wakeman — 2 синтезатора Minimoog, 2 меллотрона 400D (один для вокала, звуковых эффектов и вибраций; другой для духовых, струнных и флейт), счетчик частоты, микшер на заказ, 9-дюймовый рояль Steinway, изготовленный на заказ орган Hammond C-3, электрическое пианино RMI и клавесин, синтезатор ARP, клавесин Thomas Goff, церковный орган в Сент-Джайлс-без-Крипплгейт, переносной орган.

Остальные участники
- Bill Bruford — барабаны на «Catherine of Aragon» и «Anne Boleyn»
- Ray Cooper — перкуссия на «Catherine of Aragon» и «Anne Boleyn»
- Dave Cousins — электрическое банджо на «Catherine Howard»
- Chas Cronk — бас-гитара на «Catherine Howard»
- Barry de Souza — барабаны на «Catherine Howard»
- Mike Egan — гитара на «Catherine of Aragon», «Anne of Cleves», «Anne Boleyn», и «Catherine Parr»
- Steve Howe — гитара на «Catherine of Aragon»
- Les Hurdle — бас-гитара на «Catherine of Aragon» и «Anne Boleyn»
- Dave Lambert — гитара на «Catherine Howard»
- Laura Lee — вокал на «Anne Boleyn»
- Sylvia McNeill — вокал на «Anne Boleyn»
- Judy Powell — вокал на «Catherine of Aragon»
- Frank Ricotti — перкуссия на «Anne of Cleves», «Catherine Howard», и «Catherine Parr»
- Chris Squire — бас-гитара на «Catherine of Aragon»
- Barry St. John — вокал на «Catherine of Aragon»
- Liza Strike — вокал на «Catherine of Aragon» и «Anne Boleyn»
- Alan White — барабаны на «Anne of Cleves», «Jane Seymour», и «Catherine Parr»
- Dave Wintour — бас-гитара на «Anne of Cleves» и «Catherine Parr»

Производство и дизайн